# 保村 (赫罗纳省)
保村，是西班牙加泰罗尼亚赫罗纳省的一个市镇。总面积10平方公里，总人口423人（2001年），人口密度42人/平方公里。